# Хоабінь (провінція)
Хоабінь (в'єт. Hòa Bình) — провінція у північно-західному регіоні В'єтнаму. Площа становить 4595 км²; населення за даними перепису 2009 року — 785 217 жителів. Щільність населення — 171,27 осіб/км². Адміністративний центр — однойменне місто Хоабінь. В адміністративному відношенні поділяється на 1 місто (Хоабінь) і 10 повітів. Рельєф переважно гірський і горбистий, з вузькими долинами. Клімат тропічний, відрізняється досить посушливій зимою і жарким дощовим літом.
Національній склад населення (за даними перепису 2009 року): мионги — 501 956 осіб (63,93 %), в'єтнамці 207 569 осіб (26,43%), тхай 31 386 осіб (4,00%), тай — 23 089 осіб (2,94 %), яо 15 233 особи (1,94%), мяо 5 296 осіб (0,67%), інші 688 осіб (0,09%).